# Grenada Football Association
Die Grenada Football Association ist der im Jahr 1924 gegründete nationale Fußballverband von Grenada. Der Verband organisiert die Spiele der Fußballnationalmannschaft und ist seit 1969 Mitglied im Kontinentalverband CONCACAF sowie seit 1978 Mitglied im Weltverband FIFA. Zudem richtet der Verband die höchste nationale Spielklasse Premier Division aus.

## Erfolge
- Fußball-Weltmeisterschaft

Teilnahmen: Keine
- CONCACAF Gold Cup

Teilnahmen: 2009, 2011